# Staroje Tschaplino
Koordinaten: 64° 25′ N, 172° 15′ W
Staroje Tschaplino (auch Tschaplino, russisch Старое Чаплино, yupik Ungasik) ist eine ehemalige Siedlung im Rayon Prowidenija des autonomen Kreises der Tschuktschen in Russland. Der schon vor der Ankunft der ersten Europäer oder Amerikaner bestehende Ort wurde 1959 aufgelöst und seine eskimoischen Bewohner vorwiegend in das ein Jahr zuvor gegründete Nowoje Tschaplino umgesiedelt.

## Geographie
Das Dorf lag am Mys Tschaplina (Kap Tschaplin) im Südosten der Tschuktschen-Halbinsel. Eine etwa neun Kilometer spitz ins Meer ragende flache Nehrung aus Sand und Kies trennt hier den Lagunensee Naiwak vom Beringmeer. Der russische Name Tschaplino ist vom Namen des Kaps abgeleitet. Friedrich Benjamin von Lütke hatte es nach Pjotr Awraamowitsch Tschaplin benannt, der als Gardemarin an Vitus Berings Erster Kamtschatkaexpedition teilgenommen hatte.

## Geschichte
Staroje Tschaplino hatte unter dem Yupik-Namen Ungasik eine lange Geschichte. In seiner Blütezeit im 19. Jahrhundert lebten hier bis zu 500 Menschen. Auch später war es das größte Dorf der sibirischen Eskimos, die vor allem von der Jagd auf Wale und Walrosse lebten. Die nächsten Verwandten der hier ansässigen Clans lebten auf der nur 75 km entfernten Sankt-Lorenz-Insel, die seit dem Verkauf Alaskas im Jahre 1867 zu den Vereinigten Staaten gehört. Amerikanische Walfänger verstärkten ihre Mannschaft mit Eskimos aus dem Dorf, und Händler brachten fremde Waren in den Ort.
Nach dem Sieg der Sowjetmacht im Fernen Osten veränderten sich ab 1923 die wirtschaftlichen Verhältnisse für die Eskimos. Der bislang private Handel wurde in die Hände lokaler Genossenschaften gelegt. Ab Mitte der 1930er Jahre wurde die Kollektivierung vorangetrieben. Tschaplino hatte eine der ersten Kolchosen auf Tschukotka. Gleichzeitig wurden die Eskimos gedrängt, kleinere Siedlungen aufzugeben und in die größeren Dörfer wie Tschaplino oder Naukan zu ziehen, wo Schulen, Geschäfte und feste Wohnhäuser gebaut wurden. 1952 verließen die Bewohner von Siqlluk (8 Familien, 50 Personen) und Qiwaaq (14 Familien, 80 Personen) ihre Dörfer und zogen nach Tschaplino um. Im ursprünglich rein eskimoischen Tschaplino lebten zunehmend auch Russen und Tschuktschen. 1955 hatte Tschaplino 300 bis 350 Einwohner. Um diese Zeit begannen die Behörden, Druck auf die Dorfbewohner auszuüben, um deren Zustimmung zu einer Verlegung des Ortes an die Tkatschenbucht zu erhalten, etwa 31 km nordwestlich. Es wurde auf die exponierte Lage Tschaplinos am flachen Kap Tschaplin verwiesen, die eine Gefährdung durch Tsunamis bedeutete. In Nowoje Tschaplino wurden neue, beheizbare und an das Elektrizitätsnetz angeschlossenen Häuser für alle Familien gebaut. Der Widerstand einiger Eskimos, die sich nicht so weit von ihren traditionellen Jagdgründen entfernen wollten, wurde schließlich gebrochen, und der Umzug fand 1958 und 1959 in zwei Etappen statt. Die Gebäude Staroje Tschaplinos wurden systematisch zerstört. Es verblieben ein Leuchtturm, eine Polar- und eine militärische Radarstation.

## Persönlichkeiten
- Juri Michailowitsch Anko (1930–1960), eskimoischer Dichter und Flieger